# Manufacture royale de Dugny
La manufacture royale de Dugny est une manufacture de cire, bougies, cierges et flambeaux, établie au XVIIe siècle dans la ville de Dugny.
Elle obtient le 4 octobre 1774 le titre de manufacture royale sur décision du roi de France Louis XVI. Elle fournit alors la cour de la reine de France Marie-Antoinette.

## Histoire
La manufacture royale de Dugny connait un développement rapide tout au long du XIXe siècle.
En 1817, la manufacture appartient au maire de Dugny, M. Bertucat. À partir de 1831, sous la direction des entrepreneurs Boisset et Gaillard, elle commercialise ses produits sous le nom de Bougies de la Comète et Bougies du Globe.
Les produits de la manufacture royale de Dugny remportent de nombreux prix :
- Mention honorable à l’exposition de Paris en 1839.
- Médaille de Bronze à l’exposition de Paris en 1844 .
- Médaille de Bronze à l’exposition universelle de Paris en 1855.
- Prize Medal à l’exposition de Londres en 1862.
- Médaille d’argent à l’exposition de Paris en 1867[3].

La renommée des produits de la manufacture est suffisante pour que l’écrivain Paul Féval les cite dans son roman de 1857 Madame Gil Blas : souvenirs et aventures d'une femme de notre temps.
En 1835, sa boutique principale se trouve à Paris, au 67 rue Saint-Martin.
La manufacture royale de Dugny se modernise après être passée en 1872 sous la direction d’E. Joret, ingénieur des Arts et Manufactures, ancien nom de l'école Centrale de Paris.
En 1878, elle emploie quatre-vingt-dix ouvriers, possède trois machines à vapeur, cinq presses à chaud, cinq presses à froid et quatre alambics.
Elle produit alors annuellement deux millions de bougies et vingt-cinq mille kilos de cierges.